# Ennemond Alexandre Petitot
Ennemond Alexandre Petitot (Lione, 1727 – Marore, 1801) è stato un architetto francese.

## Origini
Nato a Lione nel 1727, Petitot nel 1741 entrò nello studio di Jacques Soufflot, suo primo maestro, e quindi andò a Parigi all'Académie d'Architecture nel 1742. Vinse il Grand Prix de Rome nel 1745 e, trasferitosi a Roma nel 1746, ottenne il brevetto di Allievo Architetto dell'Accademia di Francia, che aveva come esponente di spicco Giovanni Battista Piranesi.

## Alla corte 'francese' di Parma

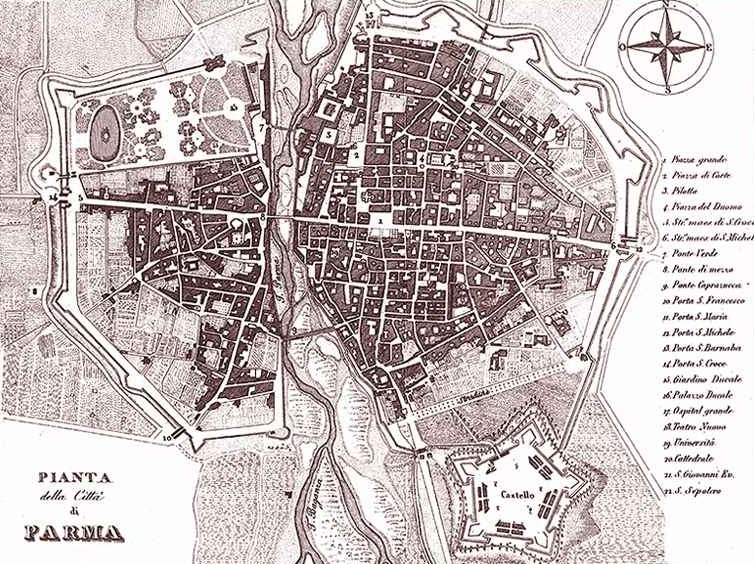
Piantina di Parma nel 1832

Dopo un periodo trascorso in Francia, nel giugno del 1753 fu chiamato alla corte di Parma dal duca Filippo di Borbone, con l'incarico di 'primo architetto'. Qui seppe intessere una proficua collaborazione con il primo ministro Du Tillot, che gli consentì di imprimere un nuovo stile architettonico e urbanistico alla capitale ducale.

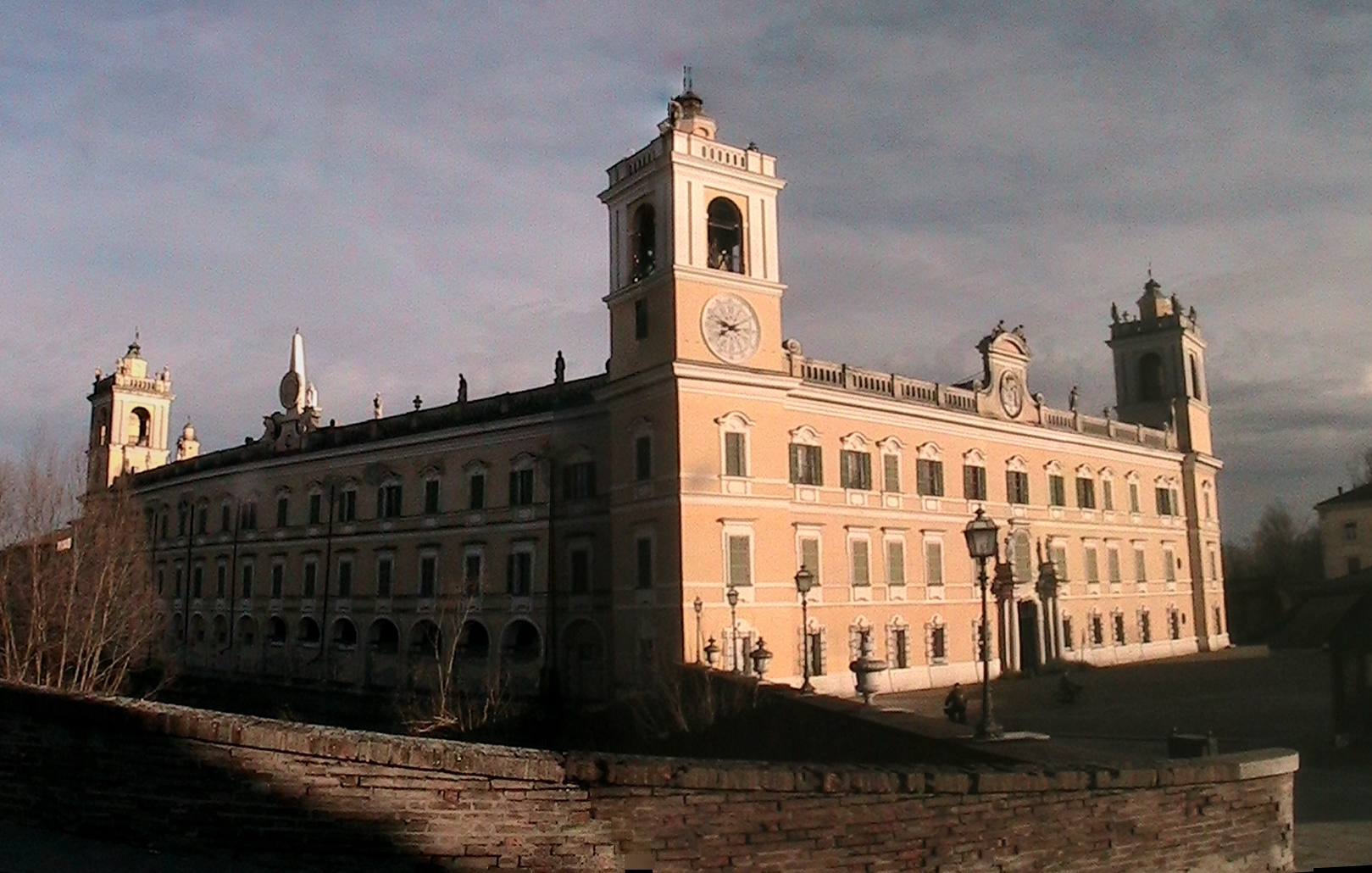
Colorno - La Reggia di Colorno

Petitot ristrutturò la Reggia di Colorno con i suoi giardini: creò la Sala Grande (1755), ricostruì lo scalone verso il giardino (1757) e fece in modo di dare al complesso forma pentagonale. Con questa forma volle anche che procedesse il progetto dei boschi di Torrile.
Dal 1754 lavorò al Giardino Ducale di Parma disegnando alcuni vasi e statue che Boudard in seguito scolpì; ideò il tempietto di Arcadia all'interno del parco (1767), in onore di Ferdinando di Borbone e Maria Amalia d'Asburgo-Lorena, nuova coppia regnante.
Nello stesso anno progettò l'Ara dell'Amicizia nella centrale Piazza Grande (odierna Piazza Garibaldi), un monumento che nelle intenzioni dell'architetto doveva solennizzare la visita di Giuseppe II d'Austria a Parma e rappresentare l'amicizia fra il duca Ferdinando e l'imperatore; il monumento tuttavia fu demolito nel 1859 dopo che fu danneggiato nel corso di una sommossa popolare.
Nel 1755 progettò una grande ristrutturazione del Palazzo Ducale per Parma: egli propose di realizzare nel Giardino Ducale un nuovo palazzo, affacciato sul torrente e verso la città da un lato e sull'asse principale del parco stesso sul lato opposto, in modo da nascondere il pesante disassamento tra il palazzo e lo sviluppo dell'area verde, ma non riuscì a realizzarlo per l'abbandono dei lavori nel 1768 a causa di problemi politici e finanziari. Nello stesso anno era intervenuto anche nel progetto per i lavori di sistemazione del muro di cinta del Giardino Farnesiano della Rocca Sanvitale di Sala Baganza, per cui aveva ideato anche nuovi portali d'accesso.

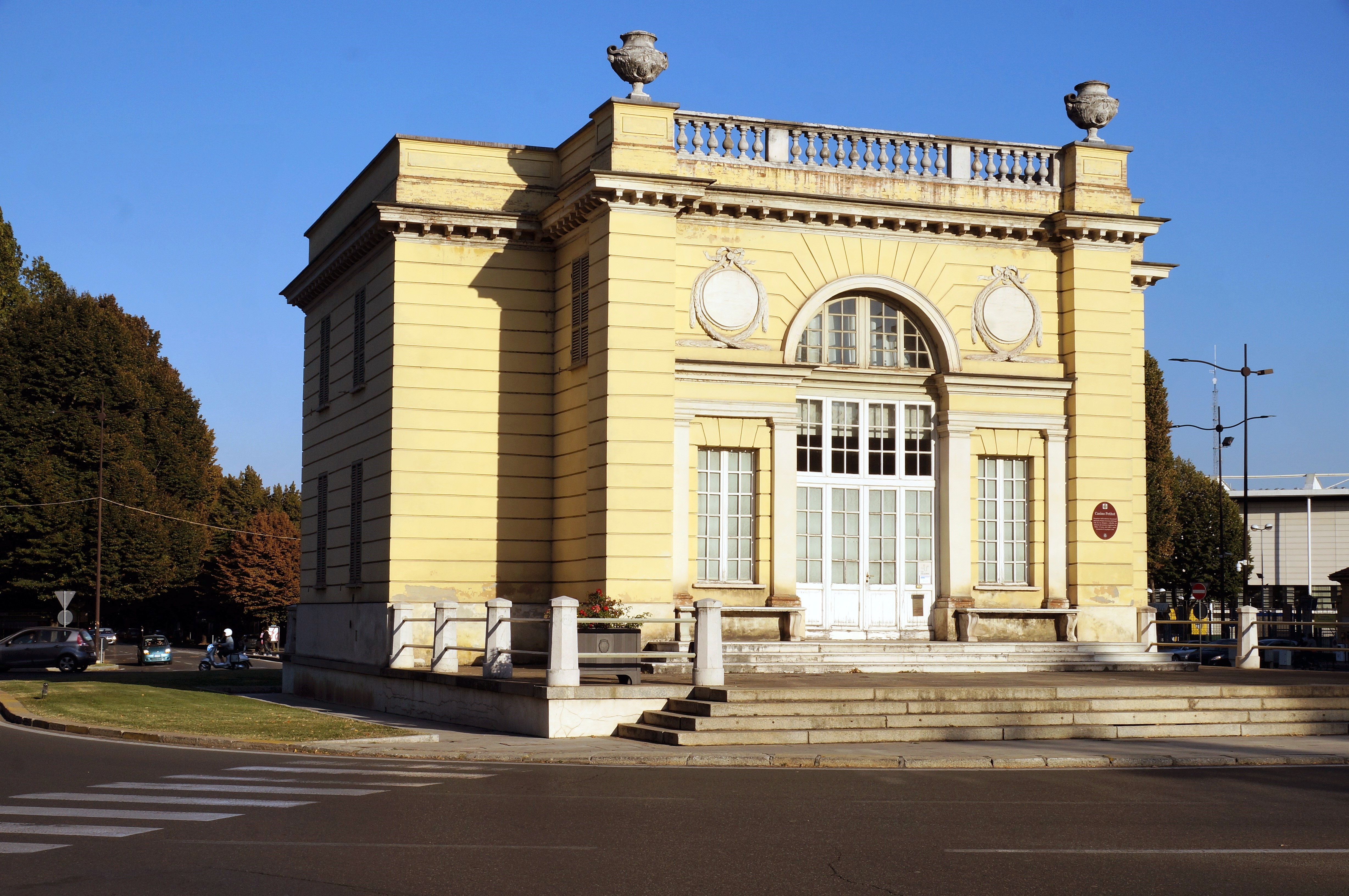
Casinetto Petitot

Sempre a Parma ideò il tracciato dello Stradone, concepito come elegante cammino pubblico secondo il modello dei grandi boulevard d'oltralpe; secondo il suo progetto, avrebbe dovuto essere delimitato all'estremità Ovest dalla Colonna Borbone, da lui stesso progettata nel 1763, ma si questa si spezzò durante il tragitto; all'opposta estremità Est, invece, realizzò il Casinetto Petitot, concepito come ritrovo mondano con funzione panoramica, oggi al centro di trafficato snodo cittadino e conosciuto da tutti i parmigiani semplicemente come Petitot.
Negli stessi anni i suoi progetti pubblici per Parma si susseguirono numerosi: ridisegnò in veste neoclassica un'ala della facciata Ovest del Palazzo di Riserva; in piazza Grande progettò la facciata della chiesa di San Pietro e riorganizzò simmetricamente e abbellì quella del palazzo del Governatore.
Nel 1775, su incarico della duchessa Maria Amalia d'Asburgo-Lorena, progettò il Casino dei Boschi all'interno della tenuta di caccia farnesiana di Sala Baganza.

## Il lungo insegnamento all'Accademia di Parma
La sua decadenza dagli impegni pubblici coincise con caduta in disgrazia del Du Tillot, inviso soprattutto alla nuova duchessa Maria Amalia d'Asburgo-Lorena; il Petitot venne dimissionato dalla carica di architetto di corte e accettò di dedicarsi all'insegnamento di architettura alla, pur molto prestigiosa, Accademia di Belle Arti di Parma, approfittando tuttavia del nuovo incarico per offrire varie consulenze private. Fu, tra l'altro, maestro del grande architetto neoclassico Simone Cantoni, presso di lui nel 1767-68 e, più tardi, del Bettoli.
Morì nella sua villa di Marore, alle porte di Parma, nel 1801.